# پوچیسکا
پوچیسکا (به لهستانی: Puciska - [puˈt͡ɕiska]) روستایی در شمال شرقی لهستان و در نزدیکی به مرز بلاروس است.